# Vernonia glabra
Vernonia glabra là một loài thực vật có hoa trong họ Cúc. Loài này được (Steetz) Vatke miêu tả khoa học đầu tiên năm 1877.